# Achel
Achel (Ахел) — торговая марка бельгийского траппистского пива, которое производится на территории одноименного аббатства в бельгийской провинции Лимбург. Самое редкое (судя по объёмам производства) пиво среди всех двенадцати бельгийских торговых марок траппистского пива.

## История

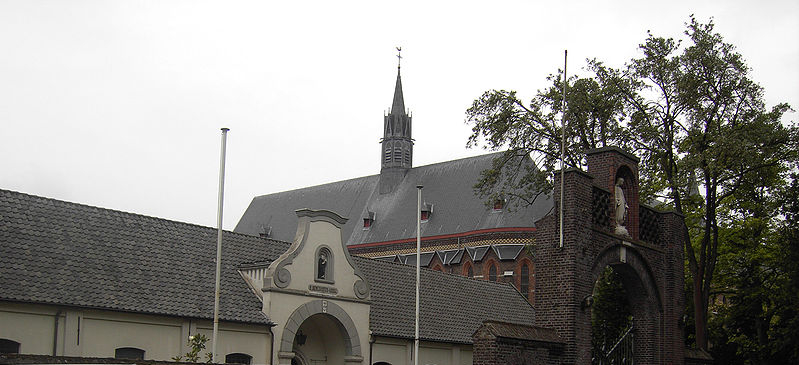
Часовня аббатства Ахелсе Клёйс.

Ахелское аббатство ведет свою историю от часовни, построенной в 1648 году нидерландскими монахами. Во время событий Французской революции монастырь был полностью разрушен.
Аббатство было возобновлено в 1844 году монахами из бельгийского Вестмалле, которые начали заниматься сельским хозяйством на окружающих землях. Первое пиво на территории аббатства Ахелсе было сварено в 1852 году, а в 1871 году (когда обитель стала траппистским монастырем) пивоварение стало постоянной деятельностью местных монахов.
В период Первой мировой войны монахи были вынуждены покинуть аббатство, которое оказалось на оккупированных немецкими войсками землях. Немцы разграбили монастырь, в частности демонтировав пивоваренное оборудование, содержащее около 700 кг меди.
Впоследствии монахи вернулись в Ахелсе Клёйс, однако восстановление пивоварения на территории этого аббатства произошло значительно позже, только в 1998 году. Постройка новой пивоварни проходило при содействии траппистских монахов из аббатств Вестмалле и Рошфор, которые производят одни из наиболее распространенных образцов траппистского пива (Westmalle и Rochefort). Первая партия пива Achel для свободной продажи была сварена в 2001 году.
Как и в случае других траппистских пивоварен, доходы от продаж пива Achel продолжают традиционно направляться на обеспечение финансовых потребностей аббатства и благотворительности.

## Ассортимент пива
Коммерческий ассортимент пива Achel включает три сорта классического траппистского пива:
- Achel Blond 8 ° — крепкое светлое пиво с содержанием алкоголя 8,0 %.
- Achel Bruin 8 ° — крепкое тёмное пиво с содержанием алкоголя 8,0 %.
- Achel Extra — крепкое тёмное пиво с содержанием алкоголя 9,5 %, производится нерегулярно, разливается исключительно в бутылки емкостью 750 мл.

Также пивоварня выпускает еще два сорта пива с меньшим содержанием алкоголя, предназначенных для собственных нужд аббатства и продаж исключительно на разлив на его территории (т. н. Paterbier, пиво отцов):
- Achel Blond 5 ° — светлое пиво с содержанием алкоголя 5,0 %.
- Achel Bruin 5 ° — тёмное пиво с содержанием алкоголя 5,0 %.